# Mångalen
Mångalen (Moonstruck) är en amerikansk romantisk komedi från 1987, regisserad av Norman Jewison och med bland andra Cher och Nicolas Cage i rollerna.

## Handling
Loretta (Cher) är en italiensk änka som har otur i kärlek, men som till slut ändå finner kärleken när månen över Manhattan lägger sig i saken. Ett par veckor innan Loretta ska gifta sig med en god vän, möter hon hans yngre bror (Cage), och blir huvudstupa förälskad. Hennes dilemma, kombinerat med en lidelsefull och excentrisk familj, ställer hennes liv på ända.

## Rollista
- Cher - Loretta Castorini
- Nicolas Cage - Ronny Cammareri
- Olympia Dukakis - Rose Castorini
- Vincent Gardenia - Cosmo Castorini
- Danny Aiello - Mr. Johnny Cammareri
- Julie Bovasso - Rita Cappomaggi
- Louis Guss - Raymond Cappomaggi
- John Mahoney - Perry

## Produktion och mottagande
Mångalen vann tre Oscars för Bästa originalmanus, Bästa kvinnliga huvudroll (Cher) och Bästa kvinnliga biroll (Dukakis). Filmen var även Oscarsnominerad för Bästa film, Bästa regi och Bästa manliga biroll (Gardenia). Cher och Dukakis vann även var sin Golden Globe.